# Região Geográfica Imediata de Salinas
A Região Geográfica Imediata de Salinas é uma das 70 regiões imediatas do estado brasileiro de Minas Gerais, uma das sete regiões imediatas que compõem a Região Geográfica Intermediária de Montes Claros. Criada em 2017 pelo Instituto Brasileiro de Geografia e Estatística (IBGE), é composta por 14 municípios, sendo o município de Salinas o mais populoso com uma população estimada de 41 864 habitantes.

## Municípios
| Município                  | População (est. 2021) | Área          | Fonte  |
| -------------------------- | --------------------- | ------------- | ------ |
| Berizal                    | 4 792                 | 488,756 km²   | [ 3 ]  |
| Curral de Dentro           | 7 867                 | 570,950 km²   | [ 4 ]  |
| Fruta de Leite             | 5 232                 | 762,837 km²   | [ 5 ]  |
| Indaiabira                 | 7 328                 | 1 004,149 km² | [ 6 ]  |
| Ninheira                   | 10 355                | 1 108,255 km² | [ 7 ]  |
| Novorizonte                | 5 348                 | 271,610 km²   | [ 8 ]  |
| Padre Carvalho             | 6 466                 | 446,275 km²   | [ 9 ]  |
| Rio Pardo de Minas         | 31 171                | 3 117,675 km² | [ 10 ] |
| Rubelita                   | 5 609                 | 1 110,295 km² | [ 11 ] |
| Salinas                    | 41 864                | 1 862,117 km² | [ 2 ]  |
| Santa Cruz de Salinas      | 4 074                 | 589,607 km²   | [ 12 ] |
| São João do Paraíso        | 23 797                | 1 925,575 km² | [ 13 ] |
| Taiobeiras                 | 34 653                | 1 220,046 km² | [ 14 ] |
| Vargem Grande do Rio Pardo | 5 045                 | 491,512 km²   | [ 15 ] |